# Command & Conquer: Generals
Command & Conquer: Generals je real-time 3D akční strategie, která vyšla v roce 2003. Hned v úvodu hry se setkáváme se třemi stranami za které můžeme hrát. Respektive jsou to USA, Čína a fiktivní teroristická skupina GLA. Hra obsahuje singleplayer i multiplayer. C&C Generals je spíše zaměřena na multi hraní online, ale ani hráči bez internetu nebo síťové karty si nemusí zoufat, protože její singleplayer je velice dobře propracovaný a obsahuje za každou stranu 7 misí.

## Strany

### USA
USA se specializuje na technologii, letectvo a silné a specializované jednotky. USA využívají moderní technologie jako třeba Iontový kanón, lasery, nadzvukový bombardér Aurora, ale najdou se zde i zbraně nám známé jako třeba Stealth bomber (neviditelný bombardér F-117), stíhací letoun F-22 Raptor nebo obyčejné Humvee a tanky M1 Abrams. Hlavní nevýhoda USA je pomalejší získávání peněz a vysoká cena jednotek.

### Čína
Čína se soustředí hlavně na velké těžkopádné armády, s velkou palebnou silou. Zůstává u svých osvědčených migů, dělostřelectva, velkého množství pěchoty, atomové bomby, napalmu a zbraňových systémů, které jsou nám známé i ze současného světa. Ovšem přichází také se svými novými zbraněmi jako jsou mohutné tanky Overlord.

### GLA
GLA by se dala přirovnat k teroristům, kteří používají toxické zbraně, sebevražedné útočníky, čtyřhlavňové kanóny, jejich hlavní zbraní je SCUD storm, což je odpaliště balistických střel nesoucích toxické hlavice. Jejich prostředky pro boj vypadají sice zastarale, ale jsou zato účinné. GLA se nejvíce soustředí na partyzánský styl boje, kamufláž a rychlé získávání surovin, protože postrádá technologie, těžkou techniku a hlavně nemá letectvo. Také nedisponuje žádným zdrojem elektrické energie, na rozdíl od USA a Číny.

## Výpis jednotek

### USA
- Pěchota:
  - Ranger – obyčejný voják, který může obsazovat nepřátelské budovy. Mezi jeho schopnosti patří bojový výsadek z vrtulníku Chinook, kdy se vojáci Rangers spustí na lanech a dokáží vyčistit jakoukoliv civilní budovu od nepřátel. Po vylepšení může Ranger používat flashbang granáty.
  - Missile Defender – voják s raketometem s laserově naváděnými střelami je účinná jednotka proti tankům a letadlům.
  - Colonel Burton – elitní jednotka USA, která je za normální situace neviditelná a může nepozorovaně zabíjet nepřátelské vojáky nožem a také má schopnost odpalovat protivníkovi budovy a nebo může útočit těžkým kulometem.
  - Pathfinder – sniper, který když se nehýbe je neviditelný, a dokáže rychle zneškodnit jakoukoliv pěší jednotku na velkou vzdálenost.
- Pozemní vozidla:
  - Bulldozer – vozidlo, které staví budovy.
  - Humvee – rychlé vozidlo, které slouží k prozkoumávání terénu a je účinné proti pěchotě.
  - Crusader Tank – základní tank armády USA. Velmi podobný původní verzi amerického tanku M1A1 Abrams, s menším 105mm dělem a slabším pancéřováním.
  - Paladin Battle Tank – silnější bratříček Crusader tanku, který je vybaven laserem k zaměření a zneškodnění raket. Má těžké pancéřování a velmi účinné dělo.
  - Medic Truck – dokáže uzdravovat vojáky a čistit zamořenou půdu od toxinů.
  - Tomahawk Mobile Missile Launcher – jednotka, která dokáže odpalovat rakety na velkou vzdálenost a tak efektivně ničit protivníkovu obranu.
- Vzdušné síly:
  - Aurora Strike Bomber – je nejrychlejší letadlo ve hře. Při letu na cíl ho není možné sestřelit, avšak po jeho útoku ztrácí rychlost o 50%.
  - Comanche Attack Helicopter – Vrtulník Comanche je vybaven kulomet i raketami. Je to velice rychlý a obratný bojovník, ale slabý proti protiletecké obraně.
  - Stealth Bomber – F-117 je neviditelný letoun, který způsobuje velké škody protiletecké obraně nepřítele. Pokud nezaútočí nebo není odhalen, není jej možné sestřelit.
  - Raptor – F-22 Raptor je základní leteckou jednotkou armády USA, a nejsilnější stíhačkou ve hře.
  - Chinook – je to všestranný vrtulník, sloužící zejména k získávání finančních prostředků a mimo jiné Chinook může také převážet vojáky, vozidla nebo provést bojový výsadek pro Rangers.

### China
- Pěchota:
  - Red Guard – obyčejný voják, který může obsazovat nepřátelské budovy. Při výcviku jednoho vojáka obdržíte z kasáren jednotky hned dvě.
  - Tank Hunter – voják s raketometem je účinná jednotka proti tankům a letadlům.
  - Hacker – dokáže krást peníze na internetu a je to jeden ze způsobů jak se může Čína obohatit.
  - Black Lotus – elitní jednotka, která dokáže ovládat nepřátelská vozidla , ukrást peníze nepříteli a zabrat budovu na dálku. Není však schopna se účinně bránit.
- Pozemní vozidla:
  - Bulldozer – vozidlo, které staví budovy.
  - Supply Truck – vozidlo určené ke svozu financí.
  - Battle Master – základní tank Číny.
  - Dragon Tank – je vybaven nádržemi s napalmem a spálí vše co mu přijde do cesty.
  - Troop Crawler – je obrněný transportér s 8 vojáky uvnitř.
  - Inferno Cannon – je to pomalá jednotka, která je ale schopna útočit svými střelami na velkou vzdálenost.
  - Nuke Cannon – je velké pohybující se atomové dělo, které se musí před útokem rozložit.
  - Gattling Tank – je vlastně kulometný tank velice účinný proti letadlům a pěchotě.
  - Overlord Tank – největší a nejtěžší tank ve hře, který je ozbrojen dvěma děly.
- Vzdušné síly:
  - Mig – je sice obyčejná letecká jednotka s malou odolností, ale pokud je vylepšena na napalmové rakety a není v boji sama, je velice smrtící.

### GLA
- Pěchota:
  - Worker – jednotka ke sběru financí a stavění budov.
  - Rebel – obyčejný voják, který může zabírat budovy.
  - RPG trooper – voják s raketometem RPG je účinná jednotka proti tankům a letadlům.
  - Terrorist suicide soldier – je voják obepnut trhavinou a pokud doběhne k cíli a odpálí se, napáchá hodně škody.
  - Hijacker – je schopen ukrást jakékoliv vozidlo.
  - Angry Mob – Naštvaný dav lidí, který vrhá zápalné lahve a ničí vše co mu stojí v cestě.
  - Jarmen Kell – elitní odstřelovač, postrach celé pěchoty. Mimo to, že je maskovaný, dokáže zastřelit i jednotky řídící vozidla.
- Pozemní vozidla:
  - Technicals – rychlé vozidlo, které slouží k prozkoumávání terénu a je účinné proti pěchotě.
  - Rocket Buggy – rychlé vozidlo s dlouhým dostřelem raket.
  - Scorpion Tank – základní tank.
  - Radar Van – dodávka, která nahrazuje radar a odkrývá mapu na místech, které určíte.
  - Toxin Tractor – obdoba čínského Dragon tanku s tím rozdílem, že místo napalmu stříká toxiny
  - Quad Cannon – jednotka, která je velice účinná proti pěchotě a letadlům, protože používá čtyřhlavňový kulomet.
  - Marauder – je silnější tank než Scorpion tank.
  - Bomb Truck – nákladní vůz, který je naložený trhavinou
  - SCUD Launcher – dokáže odpalovat SCUD rakety na dálku a ničit tak nepřátelské budovy a obranu.
- Vzdušné síly:
  - GLA vzdušné síly nemá.

## Výpis budov

### USA
- Command Center (Velící středisko)
- Supply Center (Zásobovací středisko)
- Cold Fusion Power Plant (Elektrárna)
- Airfield (Letiště)
- Barracks (Kasárny)
- War Factory (Válečná továrna)
- Supply Drop (Zásobovací plošina)
- Strategy Center (Strategické středisko)
- Detention Camp (Nápravný tábor)
- Patriot Missile Defense (Obranné rakety patriot)
- Fire Base (Jen v Zero Hour)
- Particle Cannon (Částicový kanón)

### Čína
- Command Center (Velící středisko)
- Supply Center (Zásobovací středisko)
- Nuclear Reactor (Elektrárna)
- Airfield (Letiště)
- Barracks (Kasárny)
- War Factory (Válečná továrna)
- Propaganda Center (Propagandistické středisko)
- Bunker (Bunkr)
- Gattling Cannon (Rotační kanón)
- Propaganda Tower (Propagandistická věž)
- Nuke Silo (Nukleární raketa)

### GLA
- Command Center (Velící středisko)
- Supply Stash (Zásobárna)
- Barracks (Kasárny)
- Arms Dealer (Sklad zbraní)
- Stinger Site (Odpal raket stinger)
- Tunnel Network (Podzemní tunely)
- Palace (Palác)
- Black Market (Černý trh)
- SCUD Storm (odpaliště SCUD raket)